# Ghana Movie Awards
Les Ghana Movie Awards sont un événement cinématographique annuel qui récompense l'excellence du cinéma ghanéen. La première édition a eu lieu le 25 décembre 2010, au centre de conférence international d'Accra (en) au Ghana. La dernière édition (en) s'est tenue au même endroit, le 30 décembre 2015.

## Cérémonies
- 1re édition (2010) (en)
- 2e édition (2011) (en)
- 3e édition (2012) (en)
- 4e édition (2013) (en)
- 5e édition (2014) (en)
- 6e édition (2015) (en)

### Source de la traduction
- (en) Cet article est partiellement ou en totalité issu de l’article de Wikipédia en anglais intitulé « Ghana Movie Awards » (voir la liste des auteurs).